# Arctia mediomaculata
Arctia mediomaculata là một loài bướm đêm thuộc phân họ Arctiinae, họ Erebidae.